# Karlos Kirby
Karlos Kirby (Des Moines, 2 ottobre 1967) è un bobbista statunitense.

## Biografia
Viene ricordato come vincitore di una medaglia di bronzo nella sua disciplina, ottenuta ai campionati mondiali del 1993 (edizione tenutasi a Innsbruck, Austria) insieme ai suoi connazionali Bryan Leturgez, Brian Shimer e Randy Jones
Nell'edizione l'oro andò alla nazionale svizzera.